# NN-127
La carretera NN‑127 es una vía departamental secundaria ubicada en el departamento de Chontales. Une a los municipios de San Pedro de Lóvago y San Francisco de Cuapa, mejorando la conexión de comunidades rurales con vías primarias como la NIC-7.

## Trazado y cruces
| km   | Localidad / Punto      | Departamento | Conexión / Ruta |
| ---- | ---------------------- | ------------ | --------------- |
| 0,0  | San Pedro de Lóvago    | Chontales    | NN 126          |
| 6,5  | El Tempisque           | Chontales    | Camino rural    |
| 14,2 | San Francisco de Cuapa | Chontales    | Camino local    |

## Coordenadas
Uno de los tramos de la NN‑127 puede ser encontrado en las coordenadas: 11°38′31″N 84°22′57″O / 11.6419, -84.3825